# Pacte national pour l'émergence industrielle
Le pacte national pour l'émergence industrielle est un contrat programme visant à développer l'industrie au Maroc à travers le développement des métiers mondiaux du Maroc, à mettre à niveau le tissu de PME marocain, à améliorer la formation professionnelle et le climat des affaires. 
Émanation de la stratégie émergence, ce contrat programme contient cent onze engagements signés entre le gouvernement représenté par neuf ministères (voir partie Signataires) et le secteur privé représenté par la CGEM et le GPBM.
Il a été signé le 13 février 2009 à Fès sous la présidence effective du roi Mohamed VI et vise à faire du Maroc une plateforme d'investissements industriels.

## Contexte et objectifs
Dans un contexte mondial marqué par une bataille pour attirer les investissements extérieurs, la question de la compétitivité est encore plus critique. Les IDE représentent en effet le levier de développement le plus efficace pour les pays ne disposant pas de richesses naturelles. Dans ce contexte, le choix de la destination Maroc représente le baromètre le plus juste de sa compétitivité réelle.
Le contrat programme a pour objectif de favoriser le développement de l'industrie au Maroc en attirant des investissements étrangers dans les métiers pour lesquels le Maroc offre un avantage compétitif durable.
Ces investissements permettront de créer les emplois nécessaires au développement du pays.
Les signataires anticipaient lors de la signature du contrat programme en 2009 la création de 220 000 emplois industriels directs, une augmentation du PIB de 50 milliards de dirhams, la génération d’un volume supplémentaire d’exportations de 95 milliards de dirhams et la génération d’un volume supplémentaire d'investissements privés de 50 milliards de dirhams.

## Cahier des charges du Pacte
Préalablement à sa rédaction, une étude initiée conjointement par Ahmed Réda Chami, ministre du Commerce et de l'Industrie et Moulay Hafid Elalamy, président de la Confédération générale des entreprises du Maroc a été confiée au cabinet Mckinsey.
Le cahier des charges de cette étude comprenait cinq volets.

### Volet I: Métiers Mondiaux du Maroc
Il consiste à développer les métiers mondiaux du Maroc (automobile, aéronautique, électronique, offshoring, textile et cuir, agroalimentaire) et à les doter de nouveaux espaces de 3e génération : les Plateformes industrielles intégrées (P2I). Celles-ci devront offrir à tout industriel, du foncier à prix compétitif et des services mutualisés (guichet administratif unique, maintenance, restauration, formation, etc.). Ces P2I devront être intégrées à leur environnement extérieur et se positionner comme véritable poumon économique pour les villes dans lesquelles elles seront situées.

### Volet II: Modernisation compétitive des PME
Il s’agit de moderniser le tissu de PME qui est très fragmenté et fragile.
L’objectif est d’intervenir tout le long du cycle de vie de la PME en encourageant la création d’entreprises, améliorant la compétitivité de celles existantes par de l’assistance technique et managériale et enfin en agissant sur la reconfiguration du tissu par la facilitation des mécanismes de consolidation ce qui permettra de créer des champions nationaux au niveau de la PME.

### Volet III: Amélioration du climat des affaires
Ce volet a pour objectif d'améliorer le climat des affaires et gagner des places dans les classements internationaux notamment à travers la réforme des processus liés à l’acte d’entreprendre.
L’accent a été mis sur les processus critiques à impact direct et important sur l’environnement des affaires.

### Volet IV: Redynamisation de la formation
Le taux de chômage urbain au Maroc est très élevé alors que paradoxalement certains secteurs ne trouvent pas les ressources humaines nécessaires.
Une meilleure adéquation entre l’offre et la demande devient un impératif. La démarche a été d'inciter les opérateurs à prévoir leurs besoins par secteur.
Par ailleurs, l’état et le privé, conscient de la nécessité d'améliorer la qualité de la formation ont décidé de prendre comme modèle les instituts spécialisés (ex IMA).

### Volet V: Agence Marocaine de Développement des investissements
La création de cette agence était un impératif pour renforcer l’exécution de la stratégie industrielle.
Cette Agence a été dotée des moyens humains et financiers nécessaires avec des représentations à l’étranger ayant pour mission principale d’attirer les investisseurs étrangers à l’instar de dispositifs similaires mis en place par des pays concurrents. 
L'objectif est de faire de ces investisseurs des locomotives suivant l'exemple de ce qui a été réalisé avec Renault à Tanger.

## Synthèse du Pacte

### Mesures
Le contrat programme contient 111 mesures dont 56 portant sur les métiers mondiaux du Maroc, 48 portant sur la compétitivité des PME et 7 relatives à la gouvernance et l’exécution des actions.

### Signataires
Afin de s'assurer de sa mise en œuvre , le Pacte a été rédigé avec l'ensemble des départements ministériels concernés et a été signé par le ministère de la Justice, le ministère de l’Intérieur, le ministère de l’Économie et des Finances, le ministère de l’Agriculture et des Pêches maritimes, le ministère de l’Éducation nationale, de l’Enseignement supérieur, de la Formation des cadres et de la Recherche scientifique, le ministère de l’Emploi et de la Formation professionnelle, le ministère de l’Industrie, du Commerce et des Nouvelles Technologies, le ministère du Commerce extérieur, le ministère délégué aux Affaires économiques et générales. Le secteur privé était représenté par la Confédération générale des entreprises du Maroc et le Groupement professionnel des banques du Maroc.

### Gouvernance
Un mode de gouvernance propre au Pacte a été instauré afin de rassembler les différentes parties prenantes.
Un Comité de pilotage présidé par le Premier ministre avec pour mission de fixer les priorités, de résoudre les éventuels points d'arbitrage et de valider et communiquer sur l'avancement de la mise en œuvre du Pacte.  
Des Comités de suivis publics-privés dédiés au pilotage et au suivi de chaque domaine du Pacte(représentants du secteur privé) :
- Comité de suivi automobile (Larbi Belarbi) ;
- Comité de suivi aéronautique (Hamid Benbrahim Andaloussi) ;
- Comité de suivi électronique (Said Tanta) ;
- Comité de suivi offshoring (Moncef Benabdeslam) ;
- Comité de suivi textile et cuir (El Mostapha Sajid) ;
- Comité de suivi agroalimentaire (Amine Berrada Sounni)[13] ;
- Comité de suivi compétitivité des PME (Hicham Chebihi Hassani et M. Salaheddine Kadmiri[14]) ;
- Comité national de l’environnement des affaires (Hicham Naciri)[15],[16] ;
- Comité stratégique formation (Karim Zaz) ;
- Directeur délégué de la CGEM (Mehdi El Idrissi).

## Réalisations

### Volet I: Métiers Mondiaux du Maroc
Atlantic Free Zone a été inaugurée en 2012. Sur une superficie totale de 345 ha dont 198 bénéficiant du statut de zone franche, elle accueille notamment les implantations de Saint-Gobain, Delphi, Sews et a été sélectionnée pour accueillir l’usine de Peugeot.
Création de Midparc P2I dédiée à l’aéronautique sur une superficie de 125 ha. La zone accueille notamment les implantations d'Airbus , Bombardier, Safran.

### Volet II: Modernisation compétitive des PME
Adoption d'une nouvelle définition de la PME.
Création de fonds d'investissement en capitaux propres spécialisés en capital amorçage avec abondement par l'État.